# Sara Jordà
Sara Jordà Guanter (Figueras, 13 de febrero de 1895 - Barcelona, 11 de agosto de 1938) fue una mujer fusilada por el bando republicano, durante la guerra civil española, por falsificar documentación y ayudar a huir a Francia a personas perseguidas en la zona controlada por la República. Fue militante en el Socorro Blanco.

## Biografía

### Primeros años de vida
Sara Jordà Guanter nació en una familia acomodada de Figueras (Gerona, España) siendo hija de Tomás Jordà Genover, alcalde de la localidad entre 1904 y 1905. Se casó con Josep Tutau Estruch, nieto de Juan Tutau y Verges, ministro de Hacienda durante la Primera República española. A la muerte de su marido Josep Tutau el 21 de junio de 1934 a la edad de 42 años, ella tomaría las riendas de los negocios de su marido. Entre estos negocios era rentista de un piso en Figueras, donde se alojaba Enric Moner Castell, un futuro miembro de la resistencia francesa y prisionero en Buchenwald y Flossenbürg antes de ser fusilado en el subcampo de Hradischko en 1944. Con él tuvo desavenencias sobre el pago del alquiler que acabaron provocando la decisión de Moner de exiliarse a Francia junto con su familia en 1938.

### Actividad
Su actividad consistió principalmente en conseguir documentación falsa para ayudar a los perseguidos a escapar de la zona republicana y organizar expediciones para hacerles cruzar las montañas y dirigirse a Francia.
Fue descubierta por un infiltrado en la organización, Miguel Ponsola Millán según los coautores de un estudio de 1970, que delató al grupo entero que trabajaba en Gerona. Tras su detención por parte del miliciano José Juanola Vilalta, Jordà pudo haber estado en la checa situada en la calle figuerense de Santa Llogaia (en catalán: Santa Leocadia).
Jordà fue trasladada a la checa situada en la Plaza de Ramón Berenguer el Grande de Barcelona, donde fue torturada por Julián Grimau según Nicolás Riera Marsá Llambi, más tarde fue condenada a la pena capital por el Tribunal de Alta Traición, con el visto bueno del presidente de la Generalidad Lluís Companys. Ante la petición de indulto por parte de su hija María Rosa Tutau a través de un diplomático británico que se encontraba en Barcelona, posiblemente el cónsul británico, sir Norman King en aquel momento, Companys se habría negado a su concesión. Según algunas fuentes, a la petición de indulto se habría sumado un diplomático francés, Rafael Solt Delclós, hermano de la también fusilada Joaquina Solt Delclós y primos a su vez de Sara Jordà. También varias sostienen que Companys habría proferido la frase: «Para los traidores, no hay piedad» en la negativa para el indulto.
También se solicitó que intercediese para la petición de indulto al nuncio apostólico en Francia, Valerio Valeri, por parte de Lamberto Font Gratacòs (también conocido por la forma catalana del nombre, Llambert Font i Gratacòs), entonces archivero de la catedral de Gerona y antiguo editor de La Costa Brava (1930-1936), quien también le avisó de la desaparición de un vicecónsul francés.
Fue fusilada en los Fosos de Santa Helena del castillo de Montjuic con otras 6 mujeres, entre ellas su prima Joaquina Solt Delclós, y 57 hombres.

## Memoria
Y. Revista para la mujer, una publicación de la Sección Femenina de la Falange, le otorgó la «Y» de plata individual a título póstumo como mujer premiada en la Mota en junio de 1939.
El 20 de marzo de 1941, los restos de Sara Jordà Guanter fueron trasladados a Figueras y el municipio le dedicaría una rambla, «Rambla Sara Jordà». En 1979, durante la transición española, el primer alcalde socialista de Figueras, Josep Maria Ametlla i Peris, que solo estuvo en el cargo del 3 abril al 13 julio de aquel año, le retiró el nombre a la calle por según él no poder permitir tener una calle en honor de «una traidora a la II República española». Actualmente se conoce a la rambla únicamente como «La Rambla» del código postal 17600 de Figueras.
Su nombre, escrito como «Sara Jordá», aparece en la categoría de «caídas por España» como miembro de la Sección Femenina de la Falange en el libro autobiográfico de Pilar Primo de Rivera publicado en 1983. Según Antonio-Prometeo Moya, en su libro Últimas conversaciones con Pilar Primo, ésta confesó que la afiliación de Sara Jordà con la falange nunca existió, siendo la gerundense simpatizante en todo caso de la Liga Catalana.